# Вівчаренко Ігор Вікторович
І́́гор Ві́́кторович Вівчаре́́нко (1996—2020) — старший солдат Збройних сил України, учасник російсько-української війни.

## Життєпис
Ігор Вівчаренко народився 23 вересня 1996 року в селі Коробчине Новомиргородського району Кіровоградської області України.
Закінчив Коробчинецьку загальноосвітню школу (2013), Центральноукраїнський державний педагогічний університет (2017, бакалавра за спеціальністю фізичне виховання).
1 квітня 2019 року підписав контракт та проходив службу в лавах 3-го окремого полку спецпризначення на посаді оператора групи спеціального призначення.
Загинув 14 квітня 2020 року в зоні проведення ООС при виконання обов’язків служби під час проведення занять з вогневої підготовки, внаслідок вибуху міни в 82-мм у мінометі. Залишились батьки, четверо братів та сестра.
Похований на Алеї Слави Рівнянського кладовища у Кропивницькому.

## Нагороди та відзнаки
- 5 серпня 2020 року указом Президента України №304/2020, — за особисту мужність i самовіддані дії, виявлені у захисті державного суверенітету та територіальної цілісності України, — нагороджений орденом «За мужність» III ступеня (посмертно)[1].